# Mario Andretti
Mario Gabriele Andretti  (Motovun, Istria, Reino de Italia, actual condado de Istria, Croacia; 28 de febrero de 1940) es un expiloto de automovilismo estadounidense de origen italiano. Durante su carrera, se destacó tanto en monoplazas como en stock cars y sport prototipos. Ganó cuatro veces el Campeonato Nacional del USAC, y el campeonato mundial de Fórmula 1 del año 1978, además del tercer puesto en 1977. Andretti es la primera y única persona en ganar las 500 Millas de Indianápolis, las 500 Millas de Daytona y Fórmula 1. Además, ganó una edición de las 24 Horas de Daytona y tres de las 12 Horas de Sebring, además del International Race of Champions.
Es, además, uno de los cuatro pilotos que han debutado en Scuderia Ferrari con victoria en la primera carrera (junto con Nigel Mansell, Kimi Räikkönen y Fernando Alonso).

## Primeros años de vida
Nació en Montona, una ciudad de la península de Istria (que en ese momento era italiana). Hoy día la ciudad se llama Motovun y queda en Croacia. Después de la Segunda Guerra Mundial, Istria pasó a ser parte de Yugoslavia y su familia, como muchos otros italianos, huyeron en 1948 y pasaron los siete años siguientes en un campo de refugiados. Finalmente la familia Andretti se estableció en Nazareth, Pensilvania, Estados Unidos

## Carrera deportiva

### Inicios con los stock car
En 1959 Mario comenzó a correr un viejo automóvil Hudson en pistas de tierra cerca de la ciudad donde vivía. Su hermano gemelo, Aldo, corría en las mismas pistas y con el mismo automóvil, aunque ellos no le decían a sus padres que estaban corriendo. Los gemelos lograron dos victorias cada uno en sus primeras cuatro carreras. Sin embargo, Aldo resultó gravemente herido en un accidente cerca del final de la temporada, sufrió una fractura de cráneo y dejó de correr; y sus padres no estaban contentos al saber que sus gemelos corrían. Mario obtuvo 21 victorias en 46 carreras de stock cars modificados en 1960 y 1961.

### NASCAR
Mario compitió en catorce carreras en la Copa NASCAR  entre 1967 y 1969, la mayoría para Holman Moody. El piloto logró una victoria en las 500 Millas de Daytona en 1967.

### Monoplazas

#### Midget cars
Andretti compitió con autos midget entre 1961 y 1963. Comenzó corriendo las carreras de midget de 3/4 de tamaño en la American Three Quarter Midget Racing Association en el invierno para ser vistos por los propietarios de los midget de tamaño completo. Compitió en más de cien eventos en 1963, año en el que ganó tres carreras en dos pistas diferentes en el Labor Day en 1963. Ganó una carrera en Flemington (Nueva Jersey) y dos eventos en Hatfield, (Pensilvania).
El siguiente peldaño en el mundo de las carreras en la Costa Este de los Estados Unidos es correr en sprint cars en el United Racing Club (URC). Andretti fue capaz de disputar carreras puntuales en la carrera de sprint cars en la URC, pero no pudo conseguir un asiento a tiempo completo. En una ocasión, viajó desde Canadá hasta Mechanicsburg, Pensilvania con la esperanza de encontrar una asiento en un evento, pero se fue con las manos vacías. Pasó por alto la serie cuando se le ofreció un asiento a tiempo completo en USAC Sprint Cars para 1964.

#### Campeonato Nacional del USAC

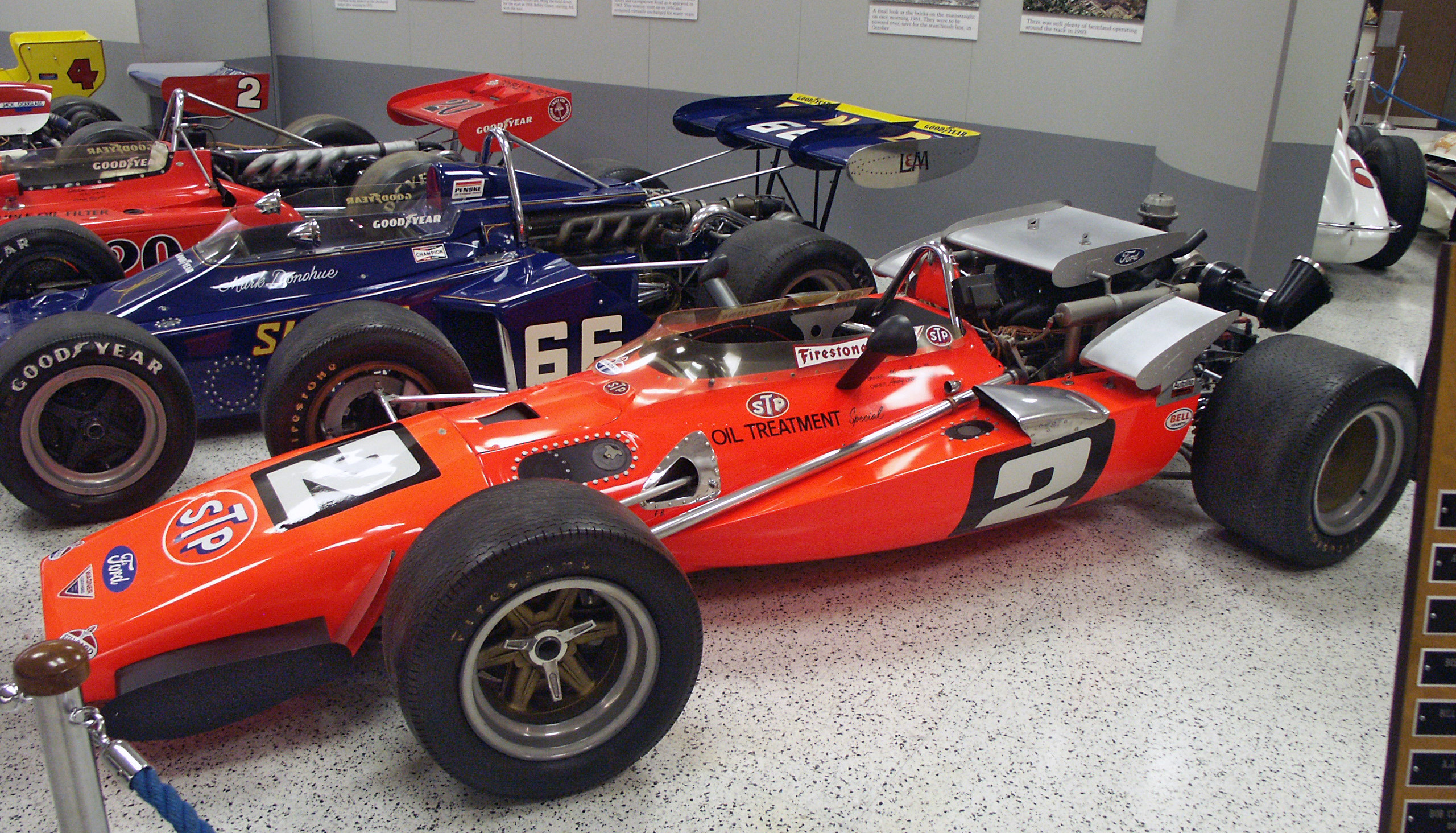
Coche con el que ganó las 500 millas de Indianápolis en 1969.

Mario participó de 10 carreras en el Campeonato Nacional del USAC en 1964, la mayoría para el equipo de Al Dean; obtuvo un tercer puesto y un sexto, de forma que finalizó undécimo en el campeonato. En 1965, se convirtió en piloto regular de la serie y del equipo Al Dean, de las cuales ganó en Indianapolis Raceway Park, y cosechó seis segundos puestos, tres terceros y dos cuartos, para consagrarse campeón de la categoría.
El piloto defendió con éxito el título en 1966, con 8 victorias, un segundo lugar y un cuarto. Al año siguiente, resultó subcampeón de la categoría al ganar ocho carreras, y arribar segundo en tres carreras y tercero en dos. En 1968, logró cuatro victorias y 18 top 5, compitiendo para su propio equipo, de forma que quedó subcampeón por segunda vez consecutiva.
Mario se convirtió en piloto regular del equipo de Andy Granatelli en 1969, y consiguió 9 victorias, tres segundos puestos, un tercero y dos cuartos, de forma que logró el campeonato por tercera vez en la categoría. Su destacada actuación incluye la victoria en las 500 Millas de Indianapolis y el Pikes Peak International Hill Climb, siendo sus únicas victorias en dichas prestigiosas carreras.
A la temporada siguiente, logró una victoria, tres segundo puestos y un quinto, de forma que culminó quinto en el certamen. El piloto no logró ninguna victoria en 1971, solo logró un segundo lugar y dos cuartos en 10 carreras disputadas y finalizó noveno en el campeonato.
En 1972, Mario pasó al equipo de Vel Miletich, y logró dos podios, de modo que culminó undécimo en la tabla general. Volvió a ganar en la segunda manga de Trenton en 1973, además obtuvo dos segundos puestos, un cuarto y dos quintos, por lo que resultó quinto en el campeonato. Al año siguiente, logró un tercer lugar y un quinto, y terminó 14º en el certamen.

#### USAC Sprint Car
Andretti ganó el Memorial Joe James - Pat O'Connor en 1964 en Salem Speedway en Salem, Indiana. Andretti siguió compitiendo en el USAC Sprint Car después de ser piloto titular del Campeonato Nacional del USAC.
En 1965 ganó una vez en Ascot Park, y terminó décimo en el campeonato. En 1966 ganó cinco veces (Cumberland, Maryland, Oswego, Nueva York, Rossburg, Ohio, Phoenix, Arizona, y su segunda victoria en el Joe James -Pat O'Connor Memorial en Salem Speedway), pero terminó segundo detrás de Roger McCluskey en el campeonato. En 1967 ganó dos de los tres eventos que él participó.

#### Fórmula 1

##### Ferrari y Lotus
Con el Team Lotus, impresionó inmediatamente al ganar su primera pole en su primer Gran Premio en Watkins Glen. En el año 1969, corrió tres carreras antes de pasar a March. Ese año ganó su tercer Campeonato Nacional del USAC y sobre todo su sorprendente victoria en la prueba mítica de las 500 Millas de Indianápolis. En 1970, terminó su primera carrera en España, con su primer podio en la 3° colocación.
En 1971, fue contratado por la Scuderia Ferrari, con la que consiguió ganar la primera carrera que disputó, en Kyalami. Posteriormente, dos veces terminó en cuarto lugar en las carreras en Alemania y Sudáfrica en 1971 y 1972. También obtuvo cuatro victorias en coche deportivos, dando a Ferrari como fabricante su última victoria como escudería fuera del ámbito de la Fórmula 1 por última vez en este campo.

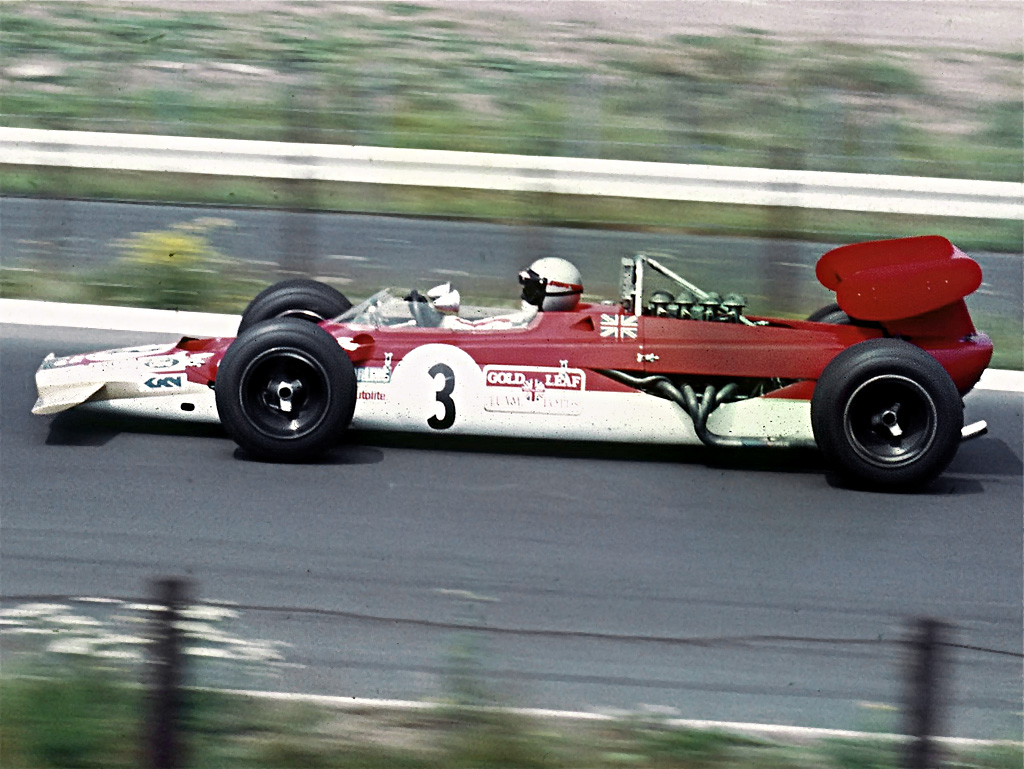
El Lotus con el que hizo su debut en la Fórmula 1.

##### Parnelli y Lotus
Después de un año sabático, Mario vuelve en 1974 con el equipo Parnelli, con el que competiría en el Campeonato Nacional del USAC. En 1975, durante su primera temporada completa, terminó cuarto y quinto, luego, obtuvo un sexto lugar en 1976, antes del equipo dejara la Fórmula 1.
Mario es contratado una vez más por Colin Chapman para correr en Lotus. El equipo no resulta competitivo como de costumbre, pero Mario restaura la gloria de los colores del coche que porta en sus manos al ganar el último Gran Premio de la temporada en Japón.
En 1977, Mario ganó cuatro carreras y terminó 3° en el campeonato. Además es célebre que en 1977 se convirtiera en el primer estadounidense en ganar el Gran Premio de los Estados Unidos en Long Beach, California, Con el revolucionario "Efecto suelo", la temporada 1978 sería la de su consagración, con sus ocho pole positions y seis victorias, suficiente para que Mario ganara el título de campeón del mundo de F1, lastimosamente esta fue una victoria amarga debido a la muerte de su compañero de equipo Ronnie Peterson. De todas formas, Andretti no volvió a ganar otra carrera después de 1978.

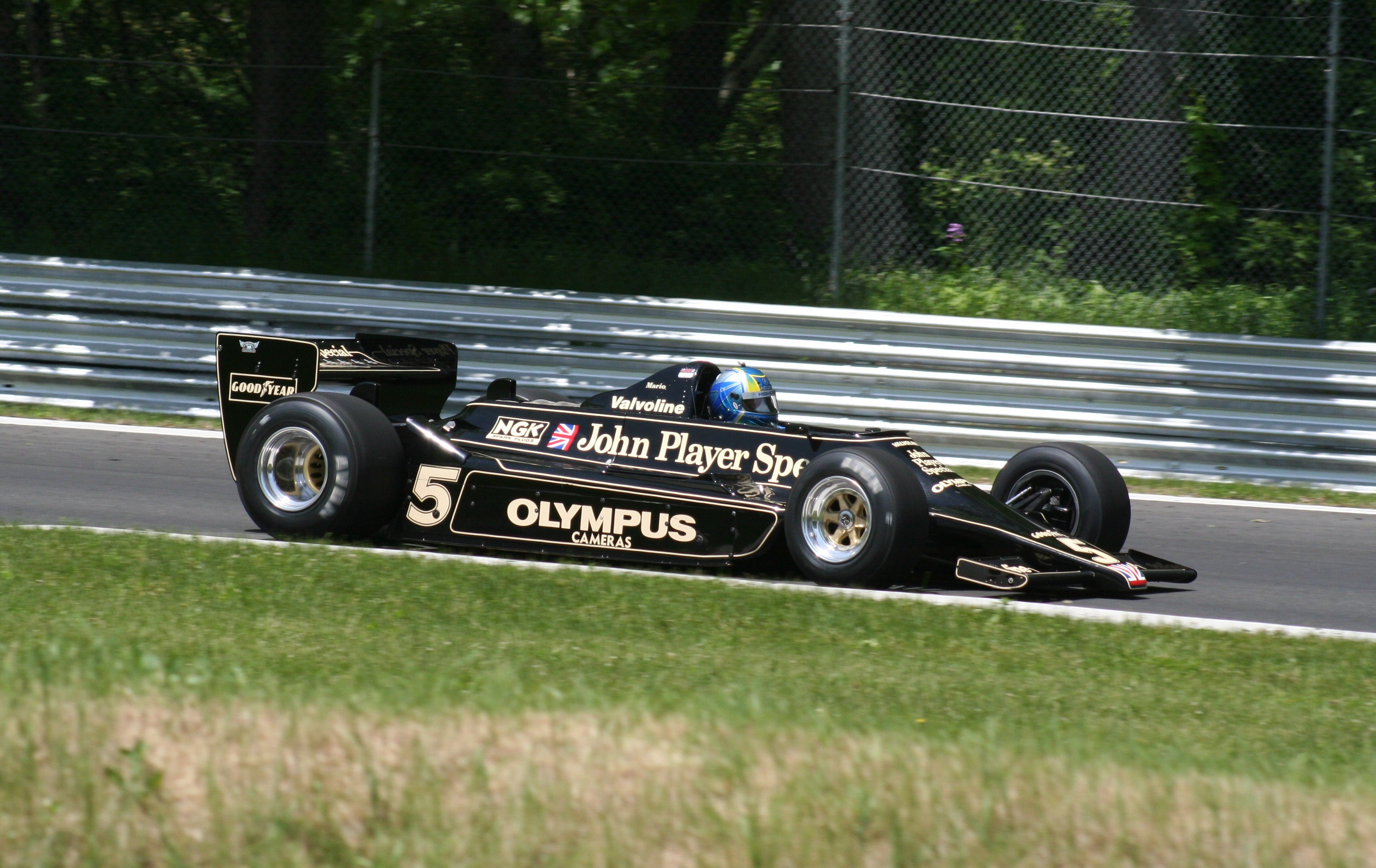
Lotus 79 de Mario Andretti.

##### Últimos años
En 1979 y 1980, Mario seguiría en Lotus, pero el coche carecía de fiabilidad y rendimiento. Mario no volvería a lograr más victorias, apenas una pole, y se subiría una vez más a un podio en el Gran Premio de España de 1979.
Mario deja Lotus por Alfa Romeo en 1981. A pesar de un cuarto lugar en la primera fecha de la temporada, no logra sumar puntos en el resto de la temporada. En 1982, Mario disputó una carrera con Williams en el Gran Premio del Oeste de EE. UU., luego otras dos carreras para Ferrari, con el apenas logró ser tercero en Monza y un retiro.
Además se computa en el sitio statsf1.com como piloto suplente o de reserva para el Gran Premio de los Estados Unidos Costa Este en el circuito callejero de Detroit, Estado de Míchigan del fin de semana de los días 22, 23 y 24 de junio de 1984 como supuesto reemplazante del francés Patrick Tambay en el equipo Renault Elf durante ese fin de semana en tierras estadounidenses.

#### CART/IndyCar World Series

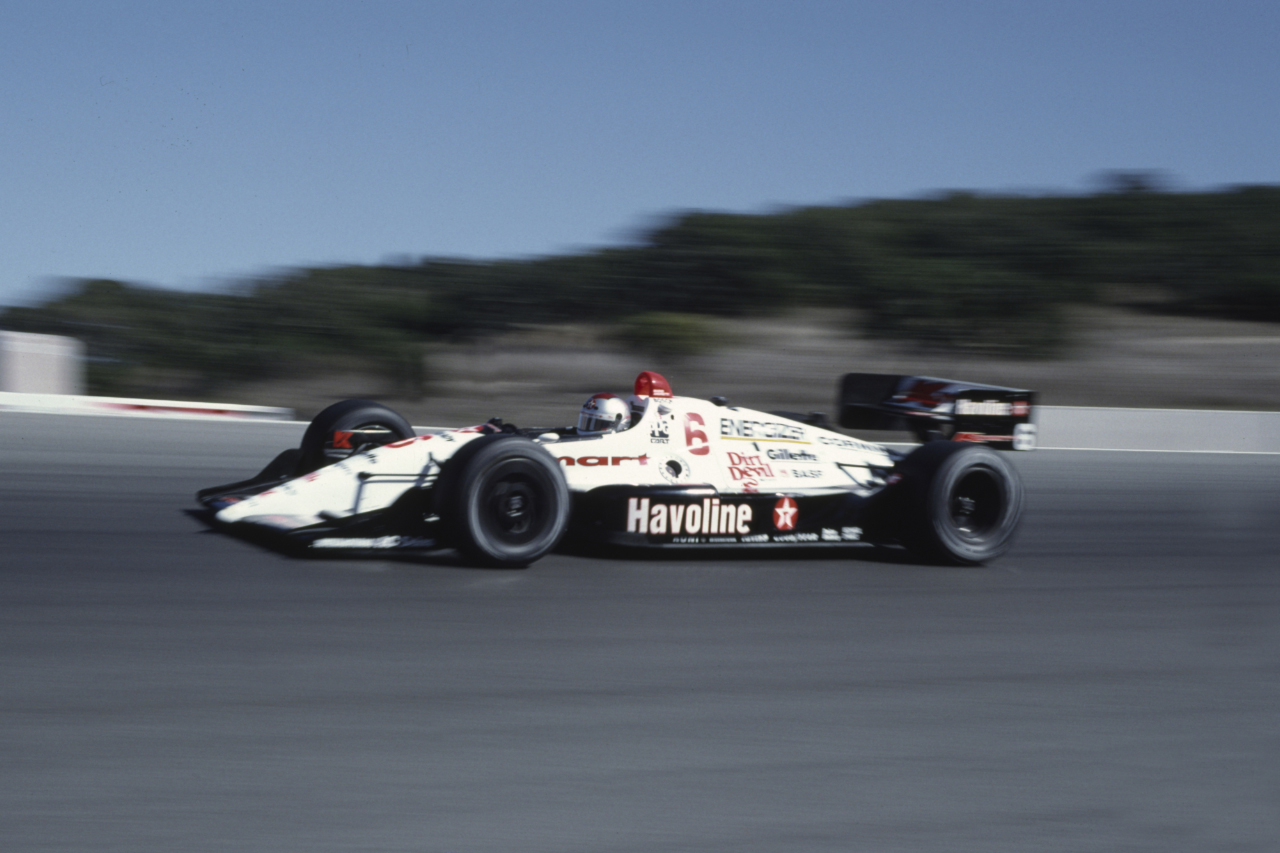
Mario Andretti corriendo en la serie CART para Newman Haas en 1991.

Mientras participaba regularmente de la Fórmula 1, Mario compitió en la CART World Series disputando una carrera en 1979, cuatro en 1980 con el equipo Penske, y siete en 1981 con el equipo Patrick; en ese tiempo logró una victoria en la segunda carrera de Míchigan 1980 y 7 podios.
En 1982 se convirtió en piloto regular de la serie, siendo titular del equipo Patrick. Cosechó 6 podios para terminar tercero en el campeonato.
El piloto pasó al equipo Newman Haas Racing para la temporada 1983 de la CART, donde permanecería el resto de su carrera deportiva. Consiguió 2 victorias, 6 podios, un cuarto puesto y un quinto para quedar tercero en la tabla general. Con 6 victorias y 2 segundos puestos, Andretti se coronó campeón de la CART en 1984.
En 1985, Andretti no logró defender el título, quedando quinto en el campeonato con 3 victorias, un segundo puesto y un tercero. En las 500 Millas de Indianápolis llegó segundo, tras haber liderado 107 de las 200 vueltas. Volvió a quedar quinto en 1986 ganando 2 carreras, llegando tercero en dos, cuarto en dos, y quinto en dos.
En 1987, logró 2 victorias, un segundo puesto, un cuarto, y un quinto para terminar sexto en la tabla general. En las 500 Millas de Indianápolis lideró 170 vueltas, pero abandonó por falla mecánica. Andretti fue quinto en 1988 con dos victorias, dos segundos puestos, tres terceros puestos y un quinto. En 1989 obtuvo dos segundos puestos, dos terceros, un cuarto y un quinto para culminar sexto en el campeonato. El piloto logró 4 podios, 4 cuartos puesto y dos quintos para séptimo en el campeonato en 1990. Volvería a quedar séptimo el año siguiente, logrando 4 podios, un cuarto puesto, y dos quintos.
En 1992 llegó segundo en Laguna Seca, cuarto en Toronto, y quinto en otras cuatro carreras para quedar sexto en la tabla general. Andretti volvió a ganar una carrera en 1993, en Phoenix; con un segundo puesto, un tercero, un cuarto y tres quinto volvió a quedar sexto. Su última temporada en la CART fue la del 1994, donde logró un tercer puesto, un cuarto y un quinto para terminar 14º en el campeonato.
A los 63 años de edad, Andretti volvió a pilotar un IndyCar de 2003, realizando una serie de entrenamientos privados en Indianápolis con el equipo Andretti Green Racing ante una posible ausencia de Tony Kanaan en las tandas de clasificación de las 500 Millas. Registró vueltas de más de 225 mph, pero al final de segundo día golpeó restos de otro automóvil, y su automóvil voló decenas de metros y chocó fuertemente al caer a la pista. El piloto apenas tuvo un pequeño corte en su cara, y finalmente no participó de la prueba.

### Otras actividades

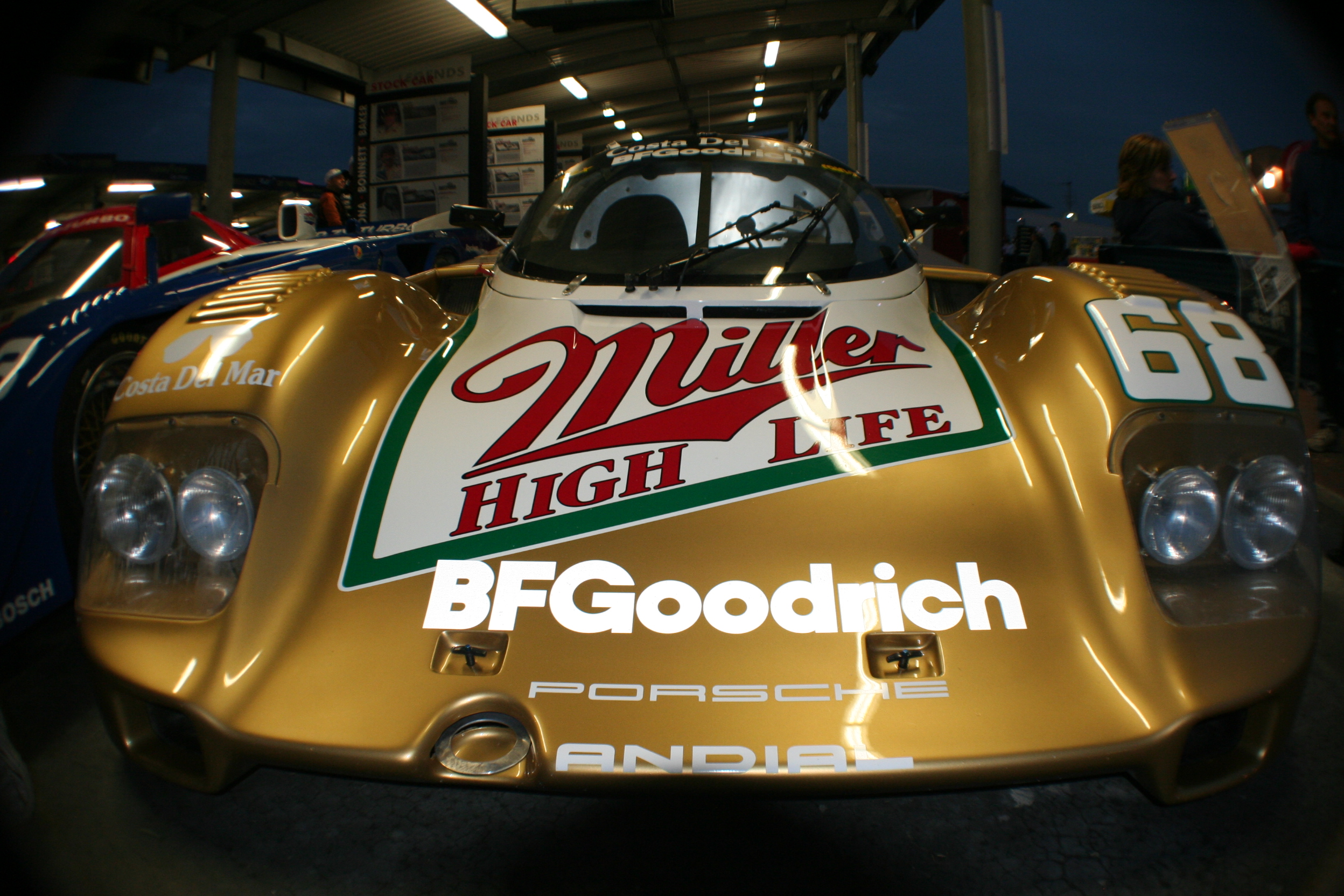
Uno de los coches en el que compitió en Le Mans, este modelo para la carrera de 1989, corrió junto a su hijo Michael Andretti.

Mario participó cinco veces en las 24 Horas de Le Mans, sin lograr ganar, terminaría en su mejor resultado 2° en 1995. Además ganó tres veces las 12 Horas de Sebring (1967, 1970, 1972), y una las 24 Horas de Daytona en 1972.
Por otro lado, disputó 20 carreras de la International Race of Champions durante 6 temporadas. Salió campeón en 1979, y subcampeón en 1976 y 1978. Ha acumulado 3 victorias, y 12 top 5 en la categoría.

## Legado
Mucha gente, particularmente en Estados Unidos, lo considera uno de los mejores corredores de todos los tiempos. En el año 2000, la Associated Press y la revista RACER lo nombraron "Automovilista del Siglo". El mismo año fue introducido al International Motorsports Hall of Fame (Salón de la Fama Internacional del Deporte Motor).
Los dos hijos de Mario Andretti, Michael y Jeff, están en el mundo de las carreras. Michael ganó el Champcar como antes lo hizo su padre. El sobrino de Mario, John, tuvo éxito tanto en CART como en NASCAR. Su nieto Marco ganó el campeonato de karting "Stars of Tomorrow" (estrellas del mañana) de CART.
Y por supuesto, una frase para la historia. «"Si todo está bajo control, es que no vas suficientemente rápido"».

## Resultados

### Fórmula 1
(Clave) (negrita indica pole position) (cursiva indica vuelta rápida)

| Año  | Escudería                   | 1       | 2       | 3       | 4       | 5       | 6       | 7       | 8       | 9       | 10      | 11      | 12      | 13      | 14      | 15      | 16      | 17      | Pos. | Puntos |
| ---- | --------------------------- | ------- | ------- | ------- | ------- | ------- | ------- | ------- | ------- | ------- | ------- | ------- | ------- | ------- | ------- | ------- | ------- | ------- | ---- | ------ |
| 1968 | Gold Leaf Team Lotus        | RSA     | ESP     | MON     | BEL     | NED     | FRA     | GBR     | GER     | ITA DNS | CAN     | USA Ret | MEX     |         |         |         |         |         | NC   | 0      |
| 1969 | Gold Leaf Team Lotus        | RSA Ret | ESP     | MON     | NED     | FRA     | GBR     | GER Ret | ITA     | CAN     | USA Ret | MEX     |         |         |         |         |         |         | NC   | 0      |
| 1970 | STP Corporation             | RSA Ret | ESP 3   | MON     | BEL     | NED     | FRA     | GBR Ret | GER Ret | AUT Ret | ITA     | CAN     | USA     | MEX     |         |         |         |         | 16.º | 4      |
| 1971 | Scuderia Ferrari SpA SEFAC  | RSA 1   | ESP Ret | MON DNQ | NED Ret | FRA     | GBR     | GER 4   | AUT     | ITA     | CAN 13  | USA DNS |         |         |         |         |         |         | 8.º  | 12     |
| 1972 | Scuderia Ferrari SpA SEFAC  | ARG Ret | RSA 4   | ESP Ret | MON     | BEL     | FRA     | GBR     | GER     | AUT     | ITA 7   | CAN     | USA 6   |         |         |         |         |         | 12.º | 4      |
| 1974 | Vel's Parnelli Jones Racing | ARG     | BRA     | RSA     | ESP     | BEL     | MON     | SWE     | NED     | FRA     | GBR     | GER     | AUT     | ITA     | CAN 7   | USA DSQ |         |         | NC   | 0      |
| 1975 | Vel's Parnelli Jones Racing | ARG Ret | BRA 7   | RSA 17  | ESP Ret | MON Ret | BEL     | SWE 4   | NED     | FRA 5   | GBR 12  | GER 10  | AUT Ret | ITA Ret | USA Ret |         |         |         | 14.º | 5      |
| 1976 | John Player Team Lotus      | BRA Ret |         |         | ESP Ret | BEL Ret | MON     | SWE Ret | FRA 5   | GBR Ret | GER 12  | AUT 5   | NED 3   | ITA Ret | CAN 3   | USA Ret | JPN 1   |         | 6.º  | 22     |
| 1976 | Vel's Parnelli Jones Racing |         | RSA 6   | USW Ret |         |         |         |         |         |         |         |         |         |         |         |         |         |         | 6.º  | 22     |
| 1977 | John Player Team Lotus      | ARG 5   | BRA Ret | RSA Ret | USW 1   | ESP 1   | MON 5   | BEL Ret | SWE 6   | FRA 1   | GBR 14  | GER Ret | AUT Ret | NED Ret | ITA 1   | USA 2   | CAN 9   | JPN Ret | 3.º  | 47     |
| 1978 | John Player Team Lotus      | ARG 1   | BRA 4   | RSA 7   | USW 2   | MON 11  | BEL 1   | ESP 1   | SWE Ret | FRA 1   | GBR Ret | GER 1   | AUT Ret | NED 1   | ITA 6   | USA Ret | CAN 10  |         | 1.º  | 64     |
| 1979 | Martini Racing Team Lotus   | ARG 5   | BRA Ret | RSA 4   | USW 4   | ESP 3   | BEL Ret | MON Ret | FRA Ret | GBR Ret | GER Ret | AUT Ret | NED Ret | ITA 5   | CAN 10  | USA Ret |         |         | 12.º | 14     |
| 1980 | Team Essex Lotus            | ARG Ret | BRA Ret | RSA 12  | USW Ret | BEL Ret | MON 7   | FRA Ret | GBR Ret | GER 7   | AUT Ret | NED 8   | ITA Ret | CAN Ret | USA 6   |         |         |         | 20.º | 1      |
| 1981 | Marlboro Team Alfa Romeo    | USW 4   | BRA Ret | ARG 8   | SMR Ret | BEL 10  | MON Ret | ESP 8   | FRA 8   | GBR Ret | GER 9   | AUT Ret | NED Ret | ITA Ret | CAN 7   | LVG Ret |         |         | 17.º | 3      |
| 1982 | TAG Williams Team           | RSA     | BRA     | USW Ret | SMR     | BEL     | MON     | USE     | CAN     | NED     | GBR     | FRA     | GER     | AUT     | SUI     |         |         |         | 19.º | 4      |
| 1982 | Scuderia Ferrari SpA SEFAC  |         |         |         |         |         |         |         |         |         |         |         |         |         |         | ITA 3   | LVG Ret |         | 19.º | 4      |

### 24 Horas de Le Mans
| Año  | Clase  | No | Neumáticos | Automóvil                                                  | Equipo                | Copilotos                           | Vueltas | Posición | Posición Clase |
| ---- | ------ | -- | ---------- | ---------------------------------------------------------- | --------------------- | ----------------------------------- | ------- | -------- | -------------- |
| 1966 | P +5.0 | 6  | G          | Ford GT40 Mk.II Ford 7.0L V8                               | Holman & Moody        | Lucien Bianchi                      | 97      | DNF      | DNF            |
| 1967 | P +5.0 | 3  | F          | Ford GT40 Mk.IV Ford 7.0L V8                               | Holman & Moody        | Lucien Bianchi                      | 188     | DNF      | DNF            |
| 1983 | C      | 21 | G          | Porsche 956 Porsche Tipo-935 2.6L Turbo Flat-6             | Porsche Kremer Racing | Michael Andretti Philippe Alliot    | 364     | 3º       | 3º             |
| 1988 | C1     | 19 | D          | Porsche 962C Porsche Type-935 3.0L Turbo Flat-6            | Porsche AG            | Michael Andretti John Andretti      | 375     | 6º       | 6º             |
| 1995 | WSC    | 13 | M          | Courage C34 Porsche Tipo-935 3.0L Turbo Flat-6             | Courage Compétition   | Bob Wollek Éric Hélary              | 297     | 2º       | 1º             |
| 1996 | LMP1   | 4  | M          | Courage C36 Porsche Tipo-935 3.0L Turbo Flat-6             | Courage Compétition   | Jan Lammers Derek Warwick           | 315     | 13º      | 3º             |
| 1997 | LMP    | 9  | M          | Courage Compétition C36 Porsche Type-935 3.0L Turbo Flat-6 | Courage Compétition   | Michael Andretti Olivier Grouillard | 197     | DNF      | DNF            |
| 2000 | LMP900 | 11 | M          | Panoz LMP-1 Roadster-S Élan 6L8 6.0L V8                    | Panoz Motorsports     | David Brabham Jan Magnussen         | 315     | 15º      | 8º             |

### CART/IndyCar World Series
| Año  | Equipo         | Chasís      | Motor            | 1       | 2       | 3      | 4      | 5      | 6      | 7       | 8      | 9       | 10     | 11     | 12       | 13      | 14     | 15     | 16     | 17     | Pos. | Puntos |
| ---- | -------------- | ----------- | ---------------- | ------- | ------- | ------ | ------ | ------ | ------ | ------- | ------ | ------- | ------ | ------ | -------- | ------- | ------ | ------ | ------ | ------ | ---- | ------ |
| 1979 | Team Penske    | Penske PC-6 | Ford Cosworth TC | PHX     | ATL1    | ATL2   | IND    | TRE1   | TRE2   | MIS1    | MIS2   | WGL     | TRE3   | ONT 3  | MIS3 DNS | ATL3    | PHX2   |        |        |        | 11º  | 700    |
| 1980 | Team Penske    | Penske PC-9 | Ford Cosworth    | ONT     | IND 20  | MIL    | POC 17 | MDO    | MIS1   | WGL     | MIL    | ONT2    | MIS2 1 | MEX    | PHX 2    |         |        |        |        |        | 16º  | 580    |
| 1981 | Patrick Racing | Wildcat     | Ford Cosworth TC | PHX1 11 | MIL1 3  | ATL1 3 | ATL2 2 | MIS    | RIV    | MIL2    | MIS2 2 | WGL 16  | MEX    | PHX2 4 |          |         |        |        |        |        | 11º  | 81     |
| 1982 | Patrick Racing | Wildcat 8B  | Ford Cosworth    | PHX1 2  | ATL 11  | MIL1 9 | CLE 2  | MIS1 2 | MIL2 3 | POC 14  | RIV 23 | ROA 14  | MIS2 2 | PHX2 3 |          |         |        |        |        |        | 3º   | 188    |
| 1983 | Newman/Haas    | Lola T-700  | Ford Cosworth TC | ATL 5   | IND 23  | MIL 18 | CLE 14 | MIS1 3 | ROA 1  | POC 7   | RIV 16 | MDO 2   | MIS2 4 | CEA 1  | LAG 2    | PHX 2   |        |        |        |        | 3º   | 133    |
| 1984 | Newman/Haas    | Lola T800   | Ford Cosworth    | LGB 1   | PHX1 20 | IND 17 | MIL 8  | POR 26 | MEA 1  | CLE 21  | MIS1 1 | ROA 1   | POC 19 | MDO 1  | SAN 7    | MIS2 1  | PHX 12 | LAG 2  | CEA 2  |        | 1º   | 176    |
| 1985 | Newman/Haas    | Lola T900   | Ford Cosworth    | LGB 1   | IND 2   | MIL 1  | POR 1  | MEA 26 | CLE 14 | MIS1 10 | DNS    | POC 7   | MDO 7  | SAN 15 | MIS2 21  | LAG 11  | PHX 3  | MIA 27 |        |        | 5º   | 114    |
| 1986 | Newman/Haas    | Lola T8600  | Ford Cosworth TC | PHX1 7  | LGB 5   | IND 32 | MIL 5  | POR 1  | MEA 24 | CLE 3   | TOR 3  | MIS1 21 | POC 1  | MDO 24 | SAN 8    | MIS2 10 | ROA 9  | LAG 4  | PHX2 4 | MIA 11 | 5º   | 136    |
| 1987 | Newman/Haas    | Lola T8700  | Chevy A          | LGB 1   | PHX 5   | IND 9  | MIL 17 | POR 10 | MEA 2  | CLE 10  | TOR 15 | MIS 19  | POC 19 | ROA 1  | MDO 17   | NAZ 19  | LAG 17 | MIA 4  |        |        | 6º   | 100    |
| 1988 | Newman/Haas    | Lola T8800  | Chevy A          | PHX 1   | LGB 15  | IND 20 | MIL 17 | POR 5  | CLE 1  | TOR 25  | MEA 2  | MIS 12  | POC 17 | MDO 2  | ROA 3    | NAZ 3   | LAG 3  | MIA 15 |        |        | 5º   | 126    |
| 1989 | Newman/Haas    | Lola T8900  | Chevy A          | PHX 8   | LGB 18  | IND 4  | MIL 7  | DET 3  | POR 25 | CLE 2   | MEA 20 | TOR 26  | MIS 3  | POC 5  | MDO 7    | ROA 7   | NAZ 8  | LAG 2  |        |        | 6º   | 110    |
| 1990 | Newman/Haas    | Lola T9000  | Chevy A          | PHX 4   | LGB 5   | IND 27 | MIL 21 | DET 25 | POR 2  | CLE 4   | MEA 24 | TOR 6   | MIS 3  | DEN 4  | VAN 3    | } MDO 2 | ROA 5  | NAZ 4  | LAG 26 |        | 7º   | 136    |
| 1991 | Newman/Haas    | Lola T9100  | Chevy A          | SUR 17  | LGB 19  | PHX 9  | IND 7  | MIL 3  | DET 7  | POR 5   | CLE 6  | MEA 15  | TOR 2  | MIS 4  | DEN 15   | VAN 4   | MDO 7  | ROA 3  | NAZ 5  | LAG 3  | 7º   | 132    |
| 1992 | Newman/Haas    | Lola T9200  | Ford XB          | SUR 7   | PHX 17  | LGB 23 | IND 23 | DET    | POR 6  | MIL 6   | NHA 7  | TOR 4   | MIS 15 | CLE 5  | ROA 5    | VAN 6   | MDO 5  | NAZ 5  | LAG 2  |        | 6º   | 105    |
| 1993 | Newman/Haas    | Lola T9300  | Ford XB          | SUR 4   | PHX 1   | LGB 18 | IND 5  | MIL 18 | DET 3  | POR 6   | CLE 5  | TOR 8   | MIS 2  | NHA 20 | ROA 15   | VAN 5   | MDO 7  | NAZ 13 | LAG 9  |        | 6º   | 117    |
| 1994 | Newman/Haas    | Lola T9400  | Ford XB          | SUR 3   | PHX 21  | LGB 5  | IND 32 | MIL 14 | DET 18 | POR 9   | CLE 27 | TOR 4   | MIS 18 | MDO 10 | NHA 19   | VAN 11  | ROA 16 | NAZ 25 | LAG 19 |        | 14º  | 45     |

- Total: 1 Campeonato, 19 victorias

### 500 Millas de Indianápolis
| Año  | Chasís       | Motor         | Inicia | Finaliza |
| ---- | ------------ | ------------- | ------ | -------- |
| 1965 | Brawner Hawk | Ford          | 4º     | 3º       |
| 1966 | Brawner Hawk | Ford          | 1.º    | 18.º     |
| 1967 | Brawner Hawk | Ford          | 1.º    | 30.º     |
| 1968 | Brawner Hawk | Ford          | 4.º    | 33.º     |
| 1969 | Brawner Hawk | Ford          | 2.º    | 1º       |
| 1970 | McNamara     | Ford          | 8.º    | 6.º      |
| 1971 | McNamara     | Ford          | 9.º    | 30.º     |
| 1972 | Parnelli     | Offy          | 5.º    | 8º       |
| 1973 | Parnelli     | Offy          | 6.º    | 30.º     |
| 1974 | Eagle        | Offy          | 5.º    | 31.º     |
| 1975 | Eagle        | Offy          | 27º    | 28º      |
| 1976 | McLaren      | Offy          | 19º    | 8º       |
| 1977 | McLaren      | Cosworth      | 6º     | 26º      |
| 1978 | Penske       | Cosworth      | 33º    | 12º      |
| 1980 | Penske       | Cosworth      | 2º     | 20º      |
| 1981 | Wildcat      | Cosworth      | 32.º   | 2º       |
| 1982 | Wildcat      | Cosworth      | 4.º    | 31.º     |
| 1983 | Lola         | Cosworth      | 11.º   | 23.º     |
| 1984 | Lola         | Cosworth      | 6.º    | 17.º     |
| 1985 | Lola         | Cosworth      | 4.º    | 2º       |
| 1986 | Lola         | Cosworth      | 30.º   | 32.º     |
| 1987 | Lola         | Chevrolet     | 1.º    | 9.º      |
| 1988 | Lola         | Chevrolet     | 4.º    | 20.º     |
| 1989 | Lola         | Chevrolet     | 5.º    | 4º       |
| 1990 | Lola         | Chevrolet     | 6º     | 27.º     |
| 1991 | Lola         | Chevrolet     | 3.º    | 7.º      |
| 1992 | Lola         | Ford-Cosworth | 3.º    | 23.º     |
| 1993 | Lola         | Ford-Cosworth | 2.º    | 5.º      |
| 1994 | Lola         | Ford-Cosworth | 9º     | 32.º     |